# Widok na Kopiec Kościuszki w Krakowie (rysunek Stanisława Wyspiańskiego)
Widok na Kopiec Kościuszki w Krakowie – rysunek polskiego malarza Stanisława Wyspiańskiego z 1904 roku wykonany pastelem na papierze, znajdujący się w Galerii Sztuki Polskiej 1800–1945 Muzeum Śląskiego w Katowicach.
W latach 1902–1906 artysta, zainspirowany przez Feliksa Jasieńskiego, narysował kilkanaście rysunków przedstawiających pejzaż za oknem pracowni w kamienicy przy ulicy Krowoderskiej 79 w Krakowie. Motyw Kopca Kościuszki został utrwalony w różnych warunkach pogody i oświetlenia. Był to swego rodzaju dziennik artystyczny. W 1905 dochód ze sprzedaży rysunków przekazał za pośrednictwem Stefana Żeromskiego ruchowi niepodległościowemu. Wyspiański otrzymał za tę serię rysunków Nagrodę im. Probusa Barczewskiego przyznawaną przez Akademię Umiejętności. Za otrzymaną kwotę zakupił chatę we wsi Węgrzce, gdzie zamieszkał z rodziną. Muzeum Śląskie kupiło rysunek o wymiarach 48,5 × 62,5 cm w 1928 r. od dra Adolfa Schwarza w Krakowie. Muzealny numer inwentarzowy: MŚK/SzM/510. Dzieło jest sygnowane: SW 1904.